# Residência dos Metropolitas da Bucovina e da Dalmácia
A Residência dos Metropolitas da Bucovina e da Dalmácia em Chernivtsi, Ucrânia foi construída entre 1864 e 1882 segundo o projeto do arquiteto tcheco Josef Hlávka.
Tornou-se parte da Universidade de Chernivtsi. Foi incluída como Patrimônio Mundial da UNESCO em 2011. 

## Imagens

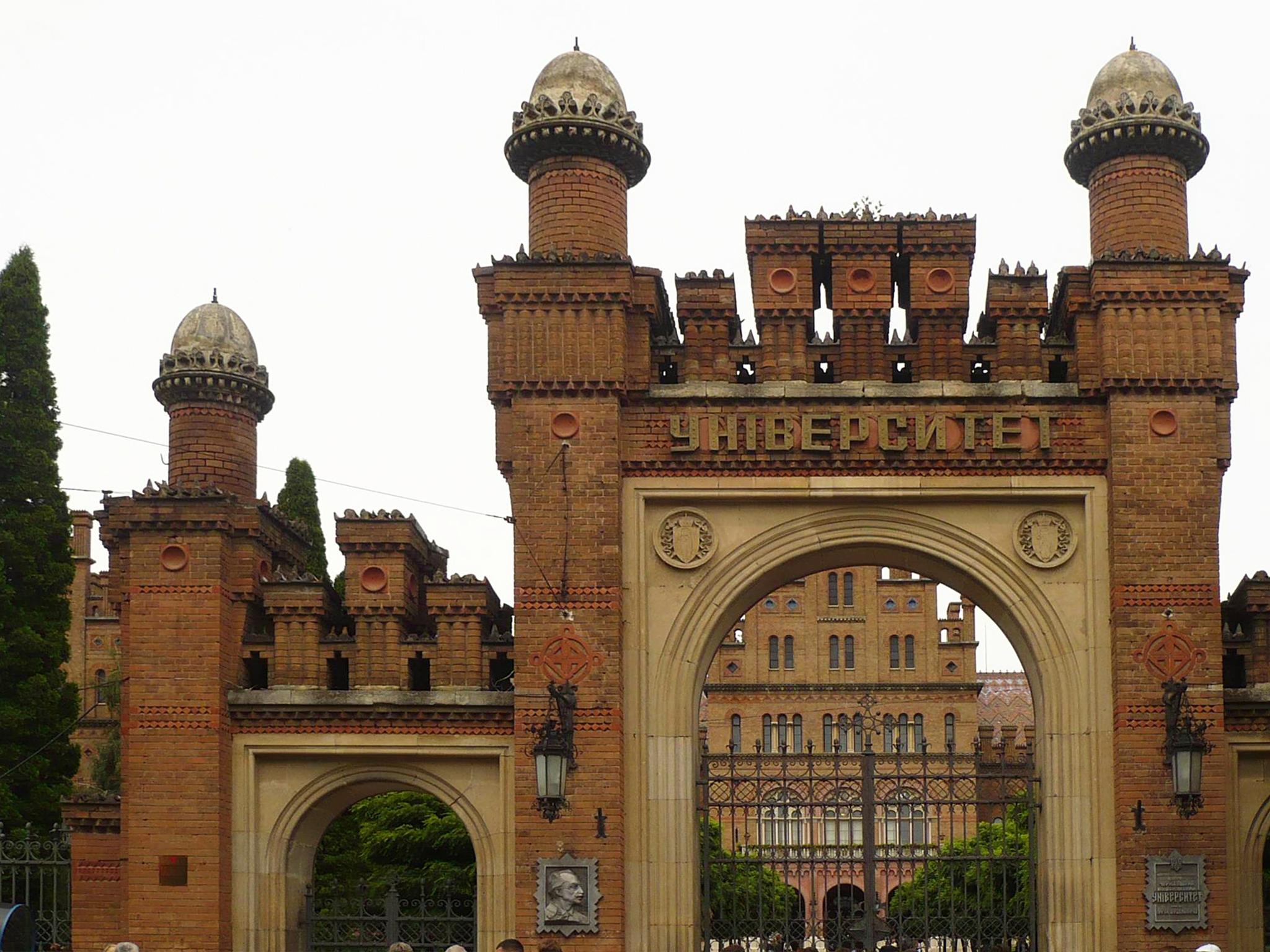
Portão
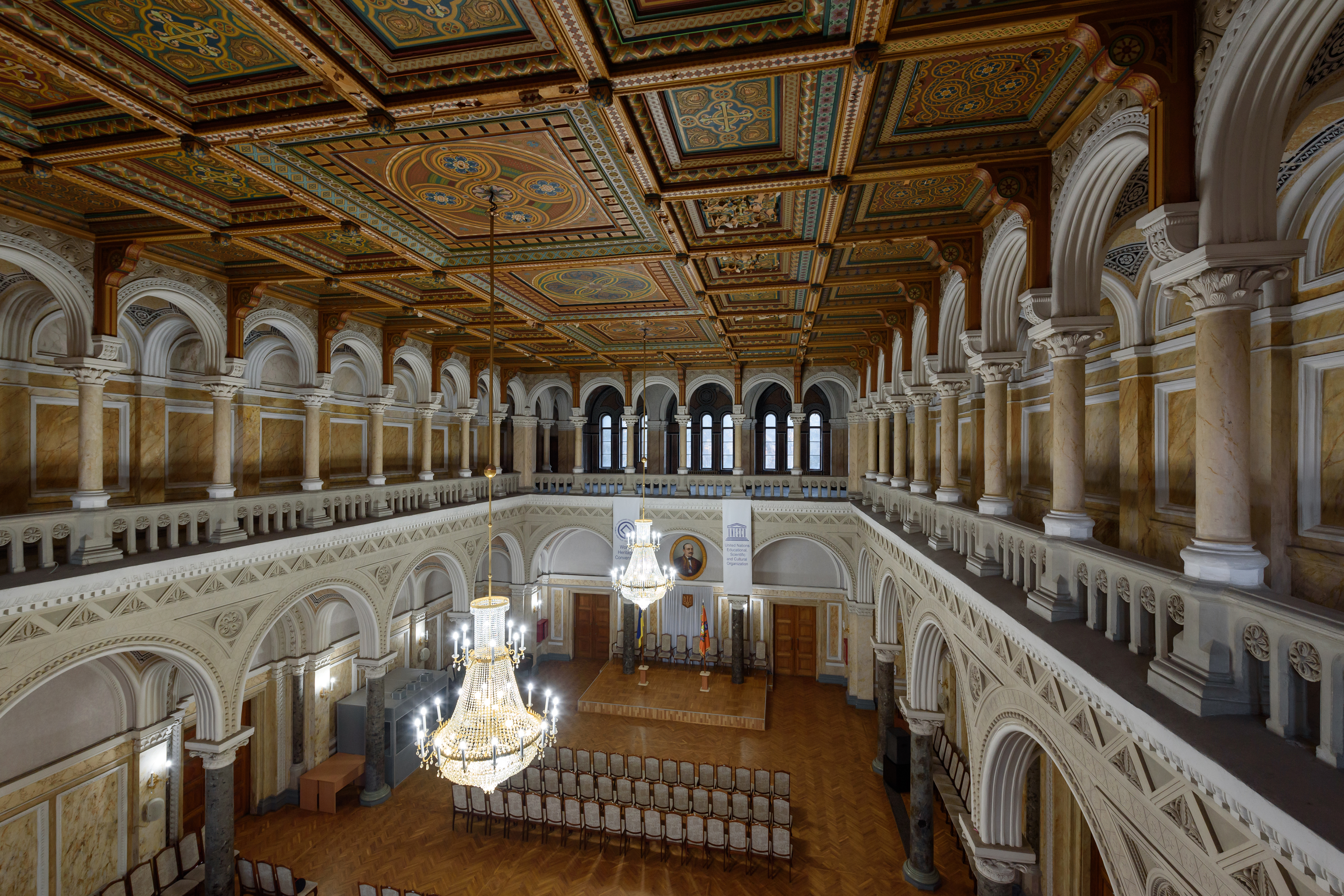
Sala de Mármore
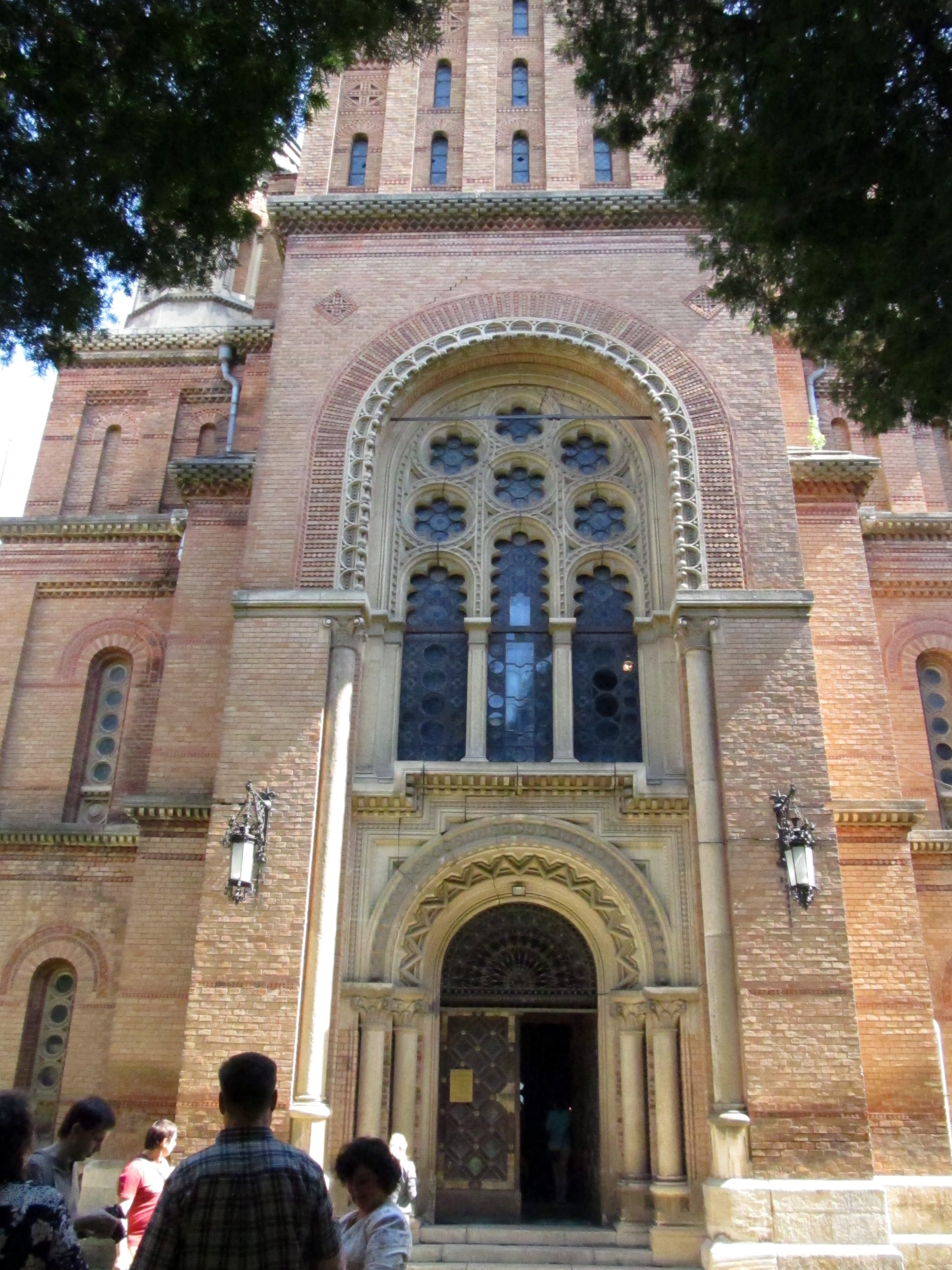
Entrada da igreja do seminário
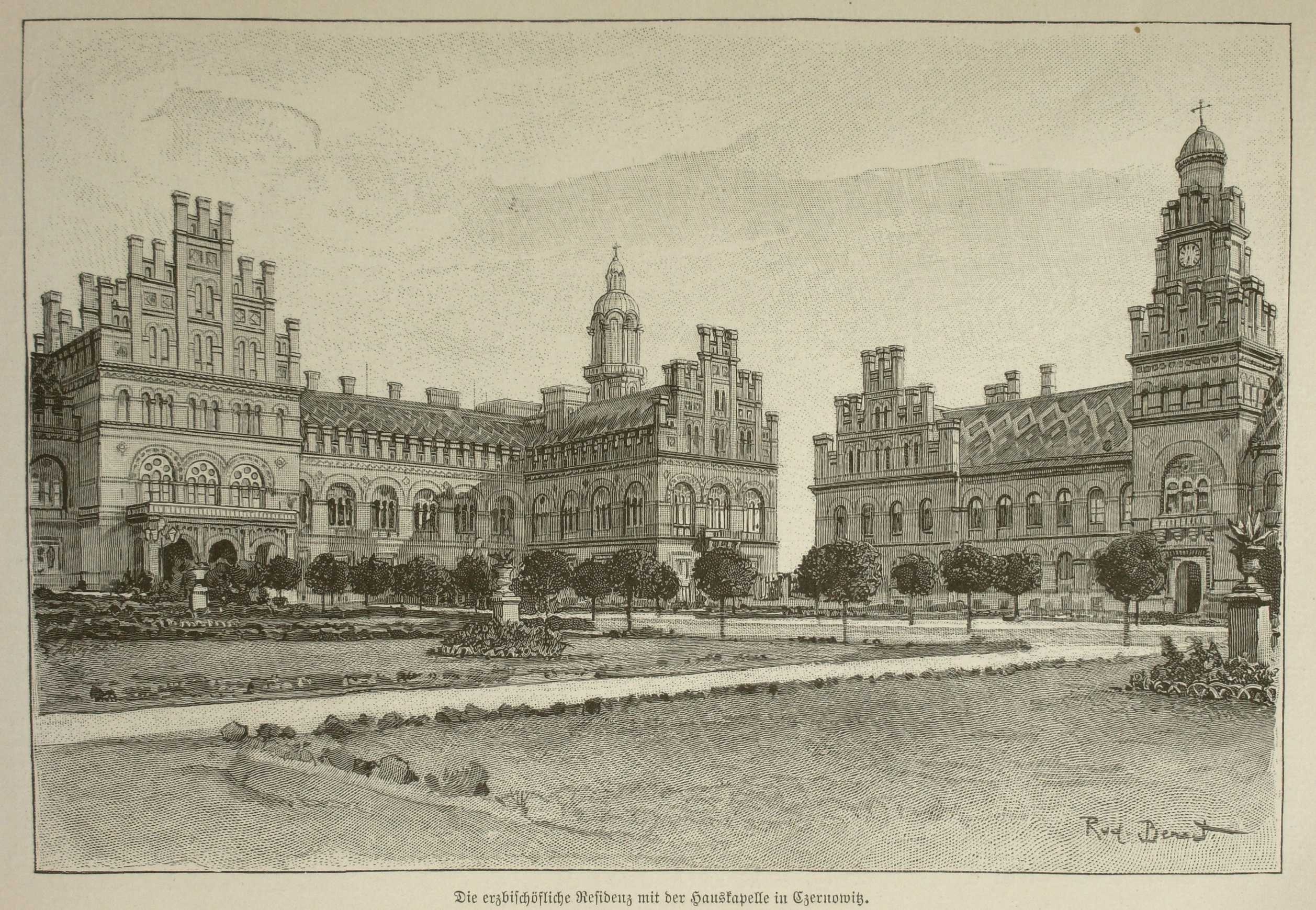
A Residência em 1899
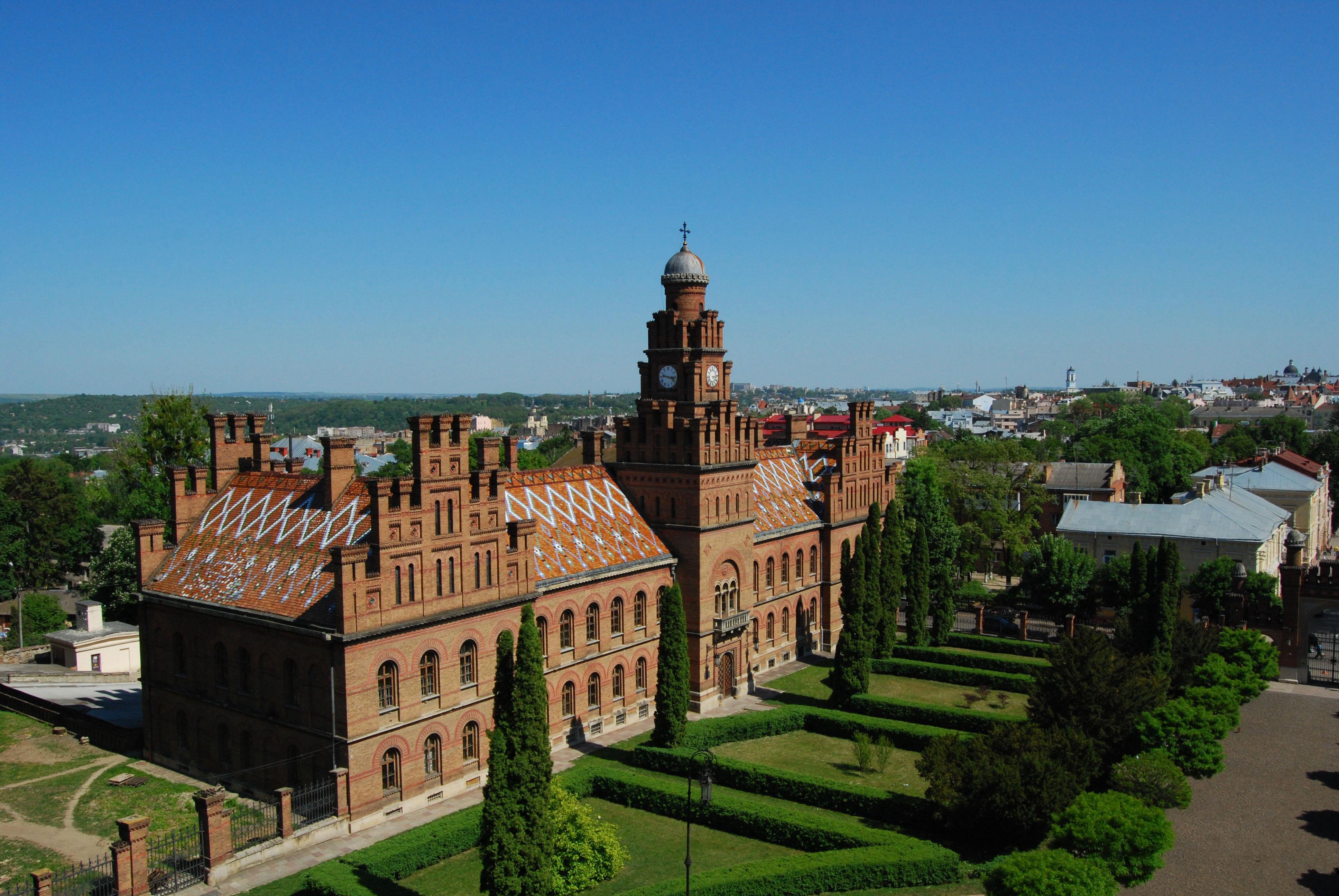
Foto atual